# Holmestrand
Holmestrand é uma comuna da Noruega, com 85 km² de área e 9515 habitantes (censo de 2004).         